# Sergej Trubetskoj (1862–1905)
Sergej Nikolajevitj Trubetskoj (ryska: Сергей Николаевич Трубецкой), född 4 augusti 1862 (gamla stilen: 23 juli) i Achtyrka, guvernementet Moskva, död 12 oktober (gamla stilen: 29 september) 1905 i Sankt Petersburg, var en rysk furste, filosof och politiker. Han var son till Nikolaj Trubetskoj (1828–1900).
Trubetskoj blev 1900 professor i filosofi vid Moskvauniversitetet. Som tänkare utvecklade han sig från hegelianismen till en världsåskådning, som är något besläktad med Vladimir Solovjovs. Stort uppseende väckte det tal, som han den 6 juni 1905 som ombud för semstvo- och adelsdeputationen höll till tsaren i Peterhof. Samma år utsågs han till rektor vid Moskvauniversitetet. Under konflikten med regeringen i anledning av universitetets stängning dog han plötsligt. Den av honom redigerade tidskriften "Moskovskaja nedelja" konfiskerades redan i tryckeriet och utgavs först 1906 av hans bror Jevgenij Trubetskoj.